# Cryptosporiopsis actinidiae
Cryptosporiopsis actinidiae är en svampart som beskrevs av P.R. Johnst., M.A. Manning & X. Meier 2004. Cryptosporiopsis actinidiae ingår i släktet Cryptosporiopsis och familjen Dermateaceae.   Inga underarter finns listade i Catalogue of Life.